# Hedwig Jagiellonica (1457–1502)

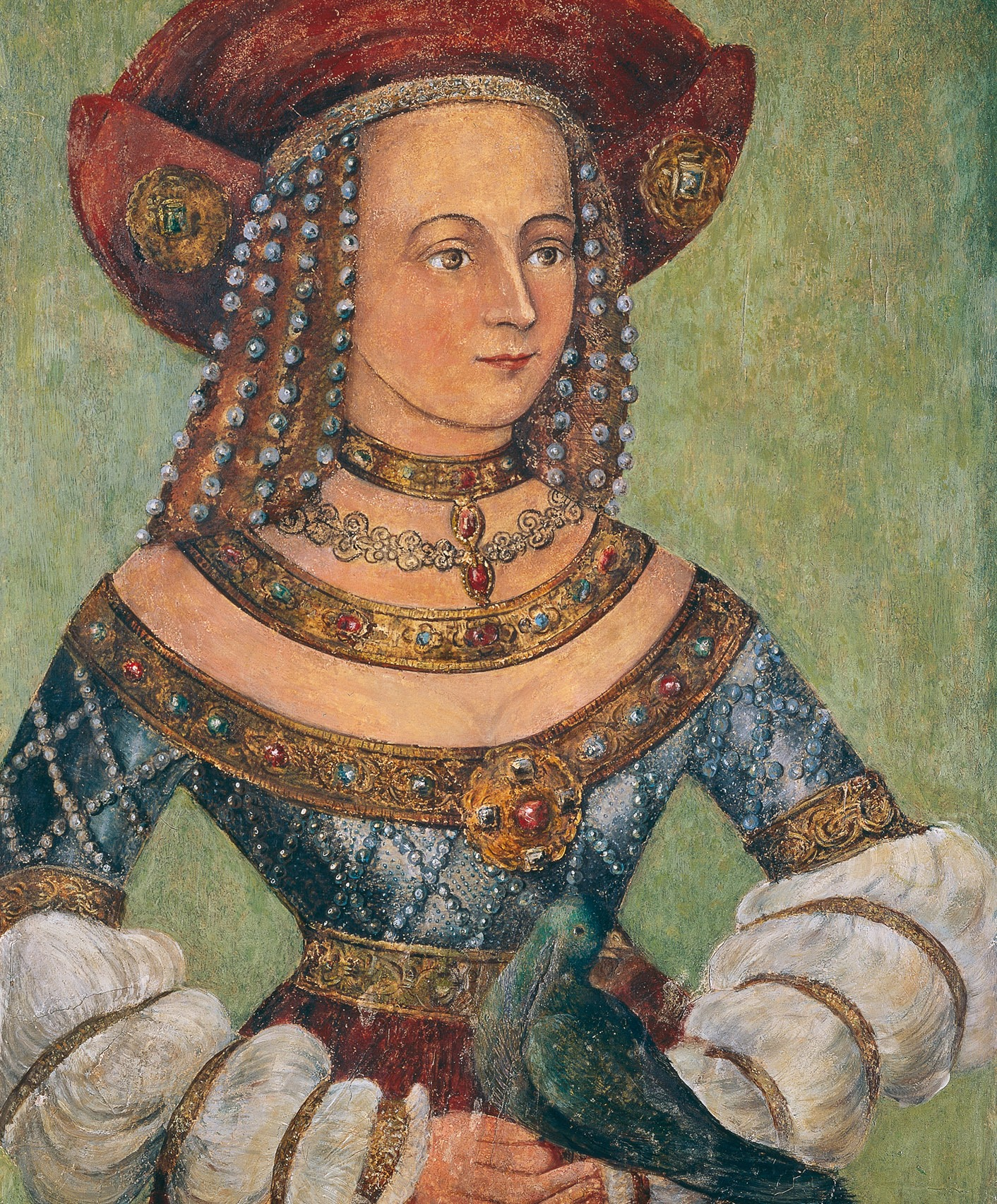
Herzogin Hedwig Jagiellonica von Bayern – das Bild zeigt sie noch als unverheiratete Frau; erkennbar an den offen getragenen Haaren

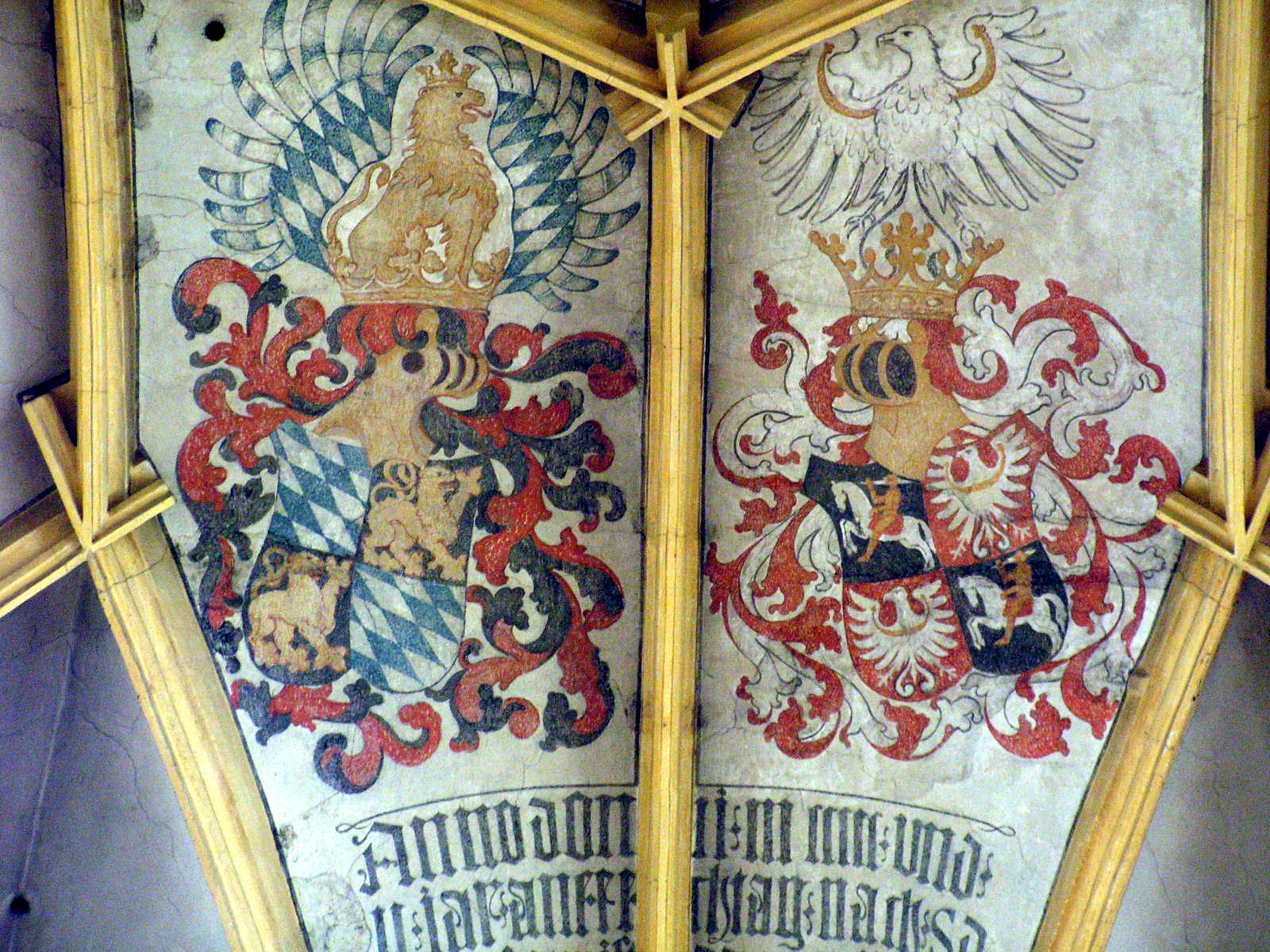
Wappen Herzog Georgs und der Hedwig Jagiellonica von Bayern im Gewölbe der Stadtpfarrkirche St. Johannes in Dingolfing. Datiert 1502

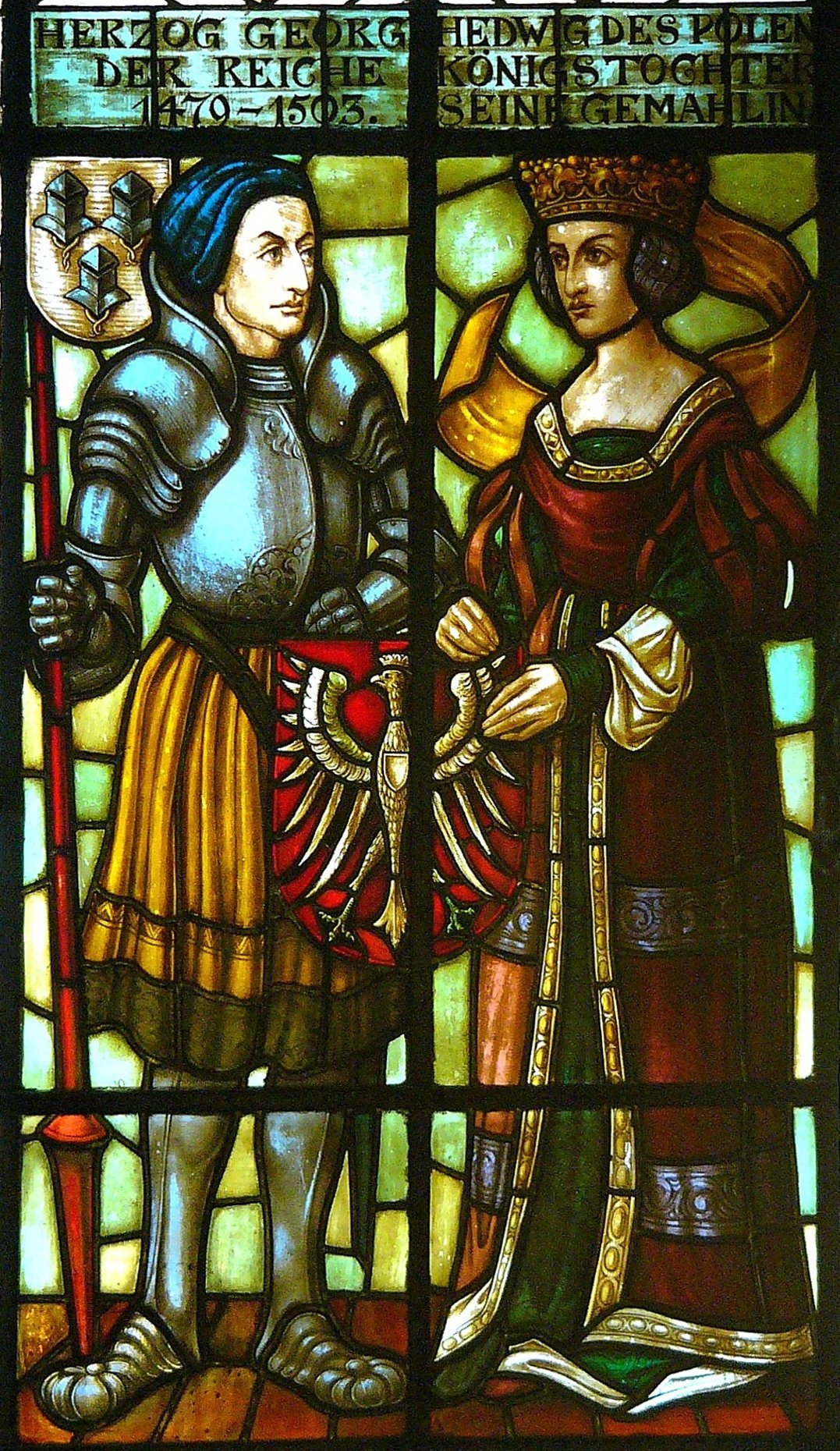
Georg der Reiche und Hedwig von Polen in einem Fenster des Landshuter Rathauses

Hedwig Jagiellonica (polnisch Jadwiga Jagiellonka; * 21. September 1457 in Krakau; † 18. Februar 1502 in Burghausen), auch bekannt als Hedwig von Burghausen, war als Gemahlin von Herzog Georg dem Reichen vom 18. Januar 1479 bis zu ihrem Tod Herzogin von Bayern-Landshut.

## Leben

### Herkunft
Hedwig war die Tochter des Königs von Polen und Großfürsten von Litauen, Kasimir und seiner Gemahlin Elisabeth von Habsburg, Tochter des römisch-deutschen Königs Albrecht II. Ihr Bruder Władysław war ab 1471 König von Böhmen.

### Hochzeit
Herzog Ludwig IX. der Reiche von Bayern-Landshut plante für seinen Sohn Georg eine „königliche Partie“, um seine Macht und seinen Reichtum zu dokumentieren und den Rang der Nachkommen zu erhöhen. Zunächst warb Ludwig vergeblich um Ludmilla, eine Tochter des böhmischen Königs Georg von Podiebrad. Möglicherweise gab es auch Gespräche mit Kaiser Friedrich III. über eine Ehe zwischen dessen Tochter Kunigunde und Georg (zeitgenössische Quellen-Belege dafür fehlen). Im Herbst 1473 kamen polnische Gesandte nach Landshut, um über eine mögliche Hochzeit zwischen Hedwig und Georg zu verhandeln. Daraufhin reiste der Propst von Altötting, Friedrich Mauerkircher, im Auftrag von Ludwig IX. im März 1474 nach Krakau, um die nötigen Details zu besprechen, im September folgte eine weitere bayerische Delegation unter Leitung des Bischofs Heinrich von Regensburg. Am 30. und 31. Dezember 1474, sowie am 1. Januar 1475 wurden nach längeren Verhandlungen, an denen auch die polnische Königin Elisabeth beteiligt war, die nötigen Dokumente unterzeichnet. Ludwig IX. bezweckte mit der Partie eine Stärkung der dynastischen Verbindungen zu Osteuropa, nachdem er selbst Amalie von Sachsen, sein Vater eine Österreicherin und sein Großvater eine Italienerin geheiratet hatten.
Da der Bräutigam, wie Hedwig, ebenfalls (durch seine Großmutter) mit dem österreichischen Herzogshaus verwandt war, benötigte das Brautpaar zur Vermählung einen päpstlichen Dispens, der am 26. Mai 1475 von Sixtus IV. erteilt wurde. Die eigentlichen Hochzeitsvorbereitungen begannen im August 1475, am 14. oder 16. September brach der Brautzug in Krakau Richtung Landshut auf. Die Reise über Posen und Berlin verzögerte sich um etwa eine Woche. Ursprünglich war geplant, Hedwig in Wittenberg einen großen Empfang zu bereiten. Dorthin, so die Hoffnungen der polnischen Seite, sollte auch der Bräutigam kommen, der jedoch auf die beschwerliche Anreise verzichtete. Wegen des Ausbruchs der Pest in Wittenberg wurde der dortige Aufenthalt auf drei Tage verkürzt. Der ursprüngliche Zeitplan für die Hochzeit konnte nicht eingehalten werden: Statt am 5. November wurden die Brautleute erst am 14. November vermählt, was wegen der zahlreich angereisten Gäste erhebliche Kosten verursachte. Ab Nürnberg gab Pfalzgraf Otto II. von Neumarkt als Brautführer das Geleit.
Der eigentlich wenig gesellige Kaiser Friedrich III. persönlich führte die Braut zum Altar und trotz seines hohen Alters auch zum Tanz. Die Feierlichkeiten dauerten sechs Tage und gingen als eine der glanzvollsten Hochzeiten des Spätmittelalters in die Geschichte ein. In Landshut mit damals rund 7000 Einwohnern sollen sich etwa 9000 Gäste aufgehalten haben, darunter neben dem Kaiser zwei Kurfürsten (Albrecht Achilles von Brandenburg als Hofmeister und Redner, Pfalzgraf Philipp) und der Erzbischof von Salzburg, Bernhard von Rohr, der die Trauung vollzog. Die Feierlichkeiten kosteten knapp 61.000 Gulden, nach Kaufkraft umgerechnet 27 Millionen Euro (2025), was einem Jahreseinkommen des Herzogs entsprach. So wurden fast 200.000 Eier und 323 Ochsen verspeist. Im Schloss waren zwanzig Seiden-Schneider tätig, von den angefertigten Prunkgewändern ist jedoch keines erhalten, es gibt lediglich ausführliche Beschreibungen. Seit 1903 erinnert die Stadt Landshut mit einem historischen Stadtfest, das seit 1985 alle vier Jahre begangen wird, an diese Landshuter Hochzeit. Angeblich sprach Hedwig trotz ihrer österreichischen Mutter nur wenig oder gar kein Deutsch. Bei offiziellen Anlässen stand ihr ein Übersetzer zur Verfügung, bei der Hochzeit dolmetschte ihr Bruder, König Ladislaus von Böhmen. Der Name Jadwiga findet sich in den zeitgenössischen Quellen nicht, sie selbst nannte sich „geborene Königin von Polen und Herzogin von Nieder- und Oberbayern“. Volljährige Prinzessinnen wurden in Polen damals grundsätzlich den Ständen als „geborene Königinnen“ präsentiert.

### Leben in Burghausen
Die früher weit verbreitete Ansicht, Herzogin Hedwig sei sofort nach ihrer Hochzeit nach Burghausen „verbannt“, wie eine „Gefangene gehalten“ worden und habe dort ihre „Tage vertrauert“, entspricht nicht den Tatsachen. Ausweislich der Quellen, etwa Abrechnungen der herzoglichen Küche, wohnten Georg und Hedwig in den ersten vier Jahren ihrer Ehe gemeinsam auf der Burg zu Burghausen, später hielt sich Georg dort immer wieder für Wochen oder Monate auf. Die Festung war bereits um 1300 zum repräsentativen Witwensitz ausgebaut worden, zu Lebzeiten Hedwigs erfolgten weitere umfangreiche Erweiterungsarbeiten. Somit konnte Hedwig dort eine standesgemäße und sehr luxuriöse Hofhaltung finanzieren, wie auch eine genauere Analyse der überlieferten Abrechnungen ergab. So wurde sie von Landshut aus nicht nur mit Pferden und einer Meerkatze (als Spielzeug), sondern auch ständig mit großen Mengen teurer Weine und frischem Obst wie Quitten, Pfirsichen und Weintrauben beliefert. Vom Kloster Mondsee kamen Fische, im Spätsommer hielt Hedwig in der Umgebung Burghausens aufwändige Jagdgesellschaften ab, an denen ihr Mann mitunter teilnahm. Nachweislich wurde in der Burg ein Tanzsaal eingerichtet, ein Hofnarr und ein „Hofzwerg“ sorgen für Unterhaltung. Nach Polen unterhielt die Herzogin briefliche Kontakte und empfing auch regelmäßig adelige Gäste von dort. Auch an Wallfahrten, etwa nach St. Wolfgang und zum Mondsee, beteiligte sich Hedwig mehrfach.
Als Truchsess diente der Königstochter der ehrgeizige und gebildete, aber auch sehr geizige Jurist und Sammler Degenhart Pfäffinger. Hofmeister Hedwigs war Hans Ebran von Wildenberg, ein vielseitig interessierter Geschichtsschreiber, Richter und Moralist, der 1480 auf Pilgerfahrt bis nach Monte Cassino kam, möglicherweise sogar im Heiligen Land war und von Georg dem Reichen zu einem seiner Testamentsvollstrecker gemacht wurde. Burghausen lag auch nicht im Abseits, sondern an der damals durch den Salzhandel viel befahrenen Salzach auf halbem Weg zwischen Salzburg und Passau.
Die Herzogin war eine fromme und großzügige Stifterin, die die Landshuter Kirchen St. Jodok und St. Martin, sowie die Stadtpfarrkirche St. Johannes in Dingolfing, die Pfarrkirche von Gollenshausen und die Gnadenkapelle in Altötting bedachte.
Lediglich die letzten Lebensjahre Hedwigs sollen tatsächlich vergleichsweise einsam und karg gewesen sein, zumal ihr Gemahl überwiegend in Diensten von König Maximilian in dessen Reich und im Ausland unterwegs war. Außerdem galt Georg als notorisch geizig und war äußerst ungehalten darüber, dass das Königreich Polen die zugesagte Mitgift von Hedwig in Höhe von 32.000 Dukaten nicht ausbezahlte (eine Abschlagszahlung von 4.000 Dukaten wurde erst 1536, lange nach Georgs und Hedwigs Tod, nach zähen Verhandlungen an deren Enkel entrichtet).

### Nachkommen und Tod
Hedwig gebar mindestens zwei Kinder: 1478 Elisabeth, die den Pfalzgrafen Ruprecht heiratete, 1480 Margarete, die zunächst ins Dominikanerinnen-Kloster Altenhohenau eintrat und später Äbtissin im Benediktinerinnenkloster Neuburg an der Donau wurde, nachdem eine geplante Ehe mit dem Landgrafen Wilhelm III. von Hessen nicht zustande kam.
Weitere Kinder können in den zeitgenössischen Quellen nicht nachgewiesen werden, sondern tauchen namentlich erst in der späteren Literatur (nach 1814) auf. Es soll nach diesen äußerst zweifelhaften Angaben zwei oder drei Söhne gegeben haben: Ende 1476 Ludwig, der bereits 1500 starb, 1477 Ruprecht, der ebenfalls nur kurz lebte, und 1482 Wolfgang, der wie seine Brüder als Kind starb.
Hedwig starb am 18. Februar 1502, offenbar nach kurzer Krankheit, und wurde in der Kirche des Zisterzienserklosters Raitenhaslach, dem Begräbnisort der in Burghausen verstorbenen Wittelsbacher, bestattet. Dort war auch ihr imposantes Hochgrab aus rotem Marmor bis zur Säkularisation zu sehen. An der Stelle wurde mit Unterstützung privater Spender eine Gedenkinschrift in den Fußboden eingelassen.
Auf Hedwigs Tod hielt der Humanist und Philologe Jakob Locher eine Trauerrede, die 1502 in Ingolstadt auch im Druck erschien. Darin bedauerte Locher ausdrücklich, dass sie keiner ihrer Söhne überlebt hatte: „Aus ihrem Schoß hätte hervorgehen können ein gewaltiger Sohn, aber der Tod hat sie hinweg gerafft.“
Nach dem Tod vom Herzog Georg kam es 1504 wegen des Fehlens eines männlichen Nachkommen zum Landshuter Erbfolgekrieg.